# Самаранефтегаз
АО «Самаранефтега́з» — российская компания, входящая в группу ПАО НК «Роснефть». Штаб-квартира компании расположена в Самаре. Основана в 1936 году.

## Собственники и руководство
100 % акций компании принадлежит ООО «Нефть-Актив», аффилированной с нефтяной компанией ПАО НК «Роснефть».
Совет директоров не предусмотрен Уставом компании.
На сегодняшний день Генеральным директором является Сергей Адольфович Анжигур.

## История
Предприятие основано в 1936 году. За время работы предприятием добыто свыше 1,2 млрд тонн нефти и более 78 млрд м3 газа. Пиковая добыча нефти пришлась на 1972 год, когда самарскими нефтяниками было извлечено из недр 35,4 млн тонн нефти.
В 1994 году производственное объединение «Куйбышевнефть» было акционировано и переименовано в ОАО «Самаранефтегаз».
В 1995—2007 годы дочернее предприятие нефтяной компании ЮКОС, дирекция компании располагалась в Москве.
В 2006 году управляющий и главный бухгалтер компании Павел Анисимов и Елена Марочкина приговорены к двум с половиной и полутора годам лишения свободы за неуплату налогов.
10 мая 2007 года в ходе распродажи активов обанкротившегося ЮКОСа в составе Лота № 11 было продано ООО «Нефть-Актив», аффилированной с нефтяной компанией ПАО НК «Роснефть». С 15 мая были прекращены полномочия управляющей организации — ЗАО «ЮКОС РМ».
Количество месторождений и лицензионных участков за последние 10 лет возросло с 119 и 101 в 2007 году до 168 и 166 в 2016 году соответственно.

## Деятельность
Основные цели предприятия:
- добыча газа,
- добыча нефти,
- разработка и обустройство нефтяных месторождений,
- внешнеэкономическая деятельность,
- основные виды деятельности: маркшейдерские работы, геолого-разведочные работы и т.д.

На сегодняшний день (2016 год) акционерное общество осуществляет производственную деятельность на 166 лицензионных участках в Самарской и Оренбургской областях. На балансе предприятия — 173 месторождения, из них в разработке — 140, в разведке — 33. «Самаранефтегазом» за 2016 год извлечено из недр 12,2 млн тонн нефти, что на 3,3 % больше, чем годом ранее. В 2016 году предприятие построило около 300 километров трубопроводов, 124 километра линий электропередач.